# David Born
David Born (* 30. Oktober 1817 in Lissa, Kreis Posen, heute: Leszno; † 17. März 1879 in Berlin-Schöneberg; eigentlich: David Buttermilch) war ein Schriftsteller, Stadtentwickler und Grundstücksspekulant im Berliner Umland.

## Leben
Neben Johann Anton Wilhelm von Carstenn war Born der bedeutendste Kopf in der Erschließung des heutigen Südwestens von Berlin. Das Gebiet zwischen dem Grunewald und dem Tempelhofer Feld um die Dörfer Steglitz, Wilmersdorf und Schöneberg war bis zur Gründung des Deutschen Kaiserreichs reines Ackerland. Mit dem Sieg über Frankreich und der danach beginnenden Gründerzeit entstand die Blütezeit der Grundstücksspekulation, die im Landkreis Teltow mit der Gründung von Villen- und Landhauskolonien rasche Gewinne versprach. Während Carstenn für die Gründung der Siedlung Lichterfelde bekannt wurde und mit seinem Berlin-Charlottenburger Bau-Verein auch Land im Bereich zwischen Schöneberg und Steglitz besaß, parzellierte Born mit Hilfe des am 9. Juli 1871 von ihm gegründeten Landerwerb- und Bauvereins auf Actien (im Gründungsaufsichtsrat u. a. Wilhelm Fröauf, Johann Carl Hacker und Hermann Hähnel) diese Gegend, wo daraufhin die Landhauskolonie Friedenau entstand – der Name erinnert an den Frieden von Frankfurt, der den Deutsch-Französischen Krieg beendete und wurde von Auguste Hähnel, der Frau des Baumeisters jenes Vereins, Hermann Hähnel, geprägt. Der Ort hatte zu Lebzeiten Borns den Charakter einer Villensiedlung, gemäß seinem Credo, dass die neuen Vororte zur grünen Lunge Berlins werden sollten. Bald nach seinem Tod entstanden dort allerdings Mietshäuser, die den Charakter des aktuell über 28.000 Einwohner zählenden Ortsteils bis heute bestimmen.
David Born war Bruder von Stephan Born und der Großonkel des späteren Nobelpreisträgers für Physik des Jahres 1954, Max Born. Als Demokrat lebte David Born in den 1850er und 1860er Jahren im Londoner Exil, wo er sich dem Deutschen Nationalverein anschloss. Er nahm an der zweiten Generalversammlung des Deutschen Nationalvereins in Heidelberg am 23./24. August 1861 teil. Bei einem anschließenden „privaten“ Treffen von Mitgliedern des Nationalvereins in Frankfurt am Main, bei dem auch Heinrich Bürgers, Siegmund Friedrich Müller und Max Wirth sprachen, warben „Schiffskapitän (Christian) Wraa“ und David Born, der zu dieser Zeit noch in London lebte, für den Aufbau einer deutschen Flotte auf Nord- und Ostsee zur Sicherung der deutschen Exporte.
In Berlin-Friedenau erinnert die Bornstraße seit dem 5. September 1889 an den Stadtentwickler.

## Werke (Auswahl)
- Schutzzoll oder Freihandel? Zunft oder Gewerbefreiheit? Berlin 1849
- Das Woher und Wohin des Zollschutzes. Berlin 1851
- Deutschland’s Vertheidigungs Kampf gegen Frankreich im Jahre 1870. Louis Gerschel, 1870
- Zur Wohnungsfrage. In: Vossische Zeitung, Mai 1871